# الكسندر أليغريا
الكسندر أليغريا (بالإسبانية: Álex Alegría)‏ (و. 1992  م) هو لاعب كرة قدم إسباني، ولد في بلاسينثيا، مركز لعبه هو مهاجم.

## روابط خارجية
- الكسندر أليغريا على موقع قاعدة بيانات كرة القدم.إي يو (الإنجليزية)
- الكسندر أليغريا على موقع Soccerbase.com (لاعب) (الإنجليزية)
- الكسندر أليغريا على موقع Soccerway.com (الإنجليزية)
- الكسندر أليغريا على موقع AS.com (الإسبانية)